# K’Waun Williams
K’Waun Lamar Williams (geboren am 12. Juli 1991 in Paterson, New Jersey) ist ein US-amerikanischer American-Football-Spieler auf der Position des Cornerbacks. Er spielt für die Seattle Seahawks in der National Football League (NFL). Zuvor spielte er College Football für Pittsburgh und wurde von den Cleveland Browns nach dem NFL Draft 2014 als Undrafted Free Agent unter Vertrag genommen. Anschließend spielte Williams fünf Jahre lang für die San Francisco 49ers sowie zwei Jahre lang für die Denver Broncos.

## Frühe Jahre und College
Williams spielte für die Saint Josephs Regional High School in Montvale, New Jersey als Runningback, Wide Receiver und Cornerback.
Nach der Highschool bekam er nur ein Angebot von den Pittsburgh Panthers der University of Pittsburgh College Football zu spielen, für die er von 2010 bis 2013 in 38 Spielen startete.

## NFL
Williams wurde nicht im NFL Draft 2014 ausgewählt, jedoch wurde er zu einem Probetraining der Pittsburgh Steelers und Cleveland Browns eingeladen. Er entschied sich, am Probetraining der Cleveland Browns teilzunehmen, da sein ehemaliger Coach Jeff Hafley zum Trainerstab der Browns gehörte.

### Cleveland Browns
Am 20. Mai 2014 unterschrieb Williams einen Zweijahresvertrag mit den Cleveland Browns. Im Training Camp erkämpfte er sich einen Kaderplatz als siebter Cornerback und Ersatznickelback. Er machte sein Debüt am ersten Spieltag der Saison 2014 gegen die Pittsburgh Steelers und konnte dort drei Tackles erzielen. Nachdem Rookie Justin Gilbert schwache Leistungen gezeigt hatte, wurde der etatmäßige Nickelback Buster Skrine auf Outside Cornerback eingesetzt. Dadurch wurde Williams zum ersten Nickelback ernannt. In Woche 5 konnte er beim Spiel gegen die Tennessee Titans seinen ersten Sack verbuchen. Er beendete die Saison mit 38 Tackles, acht verteidigten Pässen und einem Sack in vier 13 Spielen, von denen er vier startete.
In der nächsten Saison verließ Buster Skrine die Browns in Richtung Jets, dadurch wurde Williams zum Starter auf der Position des Nickelbacks ernannt. In der Saison spielte er wieder in 13 Spielen und konnte 39 Tackles und einen Sack erzielen, außerdem verhinderte er zwei Pässe.
Am 12. August 2016 verzichtete Williams aufgrund einer Knöchelverletzung freiwillig auf die Teilnahme  am ersten Spiel der Preseason. Daraufhin suspendierten ihn die Cleveland Browns für zwei Wochen. Beide Seiten stritten sich um die Schwere der Verletzung, woraufhin sich Williams eine zweite Meinung von einem unabhängigen Arzt einholte. Dort wurden Knochensporne entdeckt und Williams musste sich einer Operation unterziehen. Am 29. August 2016 wurde er von den Browns entlassen.

### Chicago Bears
Am 30. August 2016 wurde er von den Chicago Bears über die Waiver-Liste unter Vertrag genommen, jedoch wieder entlassen, da er den Medizincheck nicht bestand.
Am 3. November 2016 unterzog er sich einer Operation, um die Knochensporne zu entfernen.

### San Francisco 49ers
Nachdem Williams sich von seiner Operation erholt hatte, bekam er von mehreren Teams einen Vertrag angeboten. Er entschied sich für einen Einjahresvertrag bei den San Francisco 49ers. Dort traf er wieder auf Jeff Hafley, seinem Positionscoach bei den Pittsburgh Panthers und Cleveland Browns.
Dort wurde er zum ersten Nickelback ernannt. Am 29. September 2017 unterschrieb er eine Vertragsverlängerung über drei Jahre mit einem Gesamtvolumen von 8,85 Millionen US-Dollar. Er beendete die Saison mit 54 Tackles, einem Sack, einer Interception sowie fünf verteidigten Pässen. 2018 und 2019 blieb er weiter ein Schlüsselspieler in der Defense der 49ers. Er war ein wichtiger Bestandteil der Defense, sodass die 49ers den Super Bowl LIV erreichten, welchen sie jedoch mit 20:31 gegen die Kansas City Chiefs verloren.
Am 10. Oktober 2020 wurde er auf die Injured Reserve List gesetzt und von dieser am 31. Oktober 2020 wieder aktiviert. Am 24. November 2020 wurde er für zwei Spiele für die Saison 2020 gesperrt. Diese Strafe wurde jedoch am nächsten Tag zurückgenommen, nachdem Probleme bei den Tests, die zur Strafe führte, entdeckt wurden.
Am 26. März 2021 unterschrieb er einen Einjahresvertrag bei den 49ers. In Woche 3 der Saison 2021 zog er sich bei der 28:30-Niederlage gegen die Green Bay Packers eine Verletzung an der Wade zu und fiel mehrere Wochen verletzt aus. Nach vier Wochen kehrte er wieder zum Spiel gegen die Indianapolis Colts zurück. Vor dem Spiel in Woche 18 gegen die Los Angeles Rams infizierte er sich mit COVID-19 und konnte das Spiel nicht bestreiten. Die 49ers gewannen knapp mit 27:24 und zogen in die Playoffs ein. Nach Siegen gegen die Dallas Cowboys und Green Bay Packers erreichten sie das NFC Championship Game, welches sie mit 17:20 gegen die Los Angeles Rams verloren.

### Denver Broncos
Im März 2022 unterschrieb Williams einen Zweijahresvertrag bei den Denver Broncos. Am 31. August 2023 wurde Williams auf die Injured Reserve List gesetzt.

### NFL-Statistiken
| 2014                               | CLE    | 13                                       | 4                                        | 38                                       | 29                                       | 9                                        | 1,0                                      | 8                                        | 0                                        | 0                                        | 0                                        | 0                                        | 0                                        | 0                                        | 0                                        |                                          |                                          |                                          |
| 2015                               | CLE    | 13                                       | 6                                        | 39                                       | 31                                       | 8                                        | 1,0                                      | 2                                        | 0                                        | 0                                        | 0                                        | 0                                        | 3                                        | 2                                        | 0                                        |                                          |                                          |                                          |
| 2016                               | –      | Verletzungsbedingt kein Spiel absolviert | Verletzungsbedingt kein Spiel absolviert | Verletzungsbedingt kein Spiel absolviert | Verletzungsbedingt kein Spiel absolviert | Verletzungsbedingt kein Spiel absolviert | Verletzungsbedingt kein Spiel absolviert | Verletzungsbedingt kein Spiel absolviert | Verletzungsbedingt kein Spiel absolviert | Verletzungsbedingt kein Spiel absolviert | Verletzungsbedingt kein Spiel absolviert | Verletzungsbedingt kein Spiel absolviert | Verletzungsbedingt kein Spiel absolviert | Verletzungsbedingt kein Spiel absolviert | Verletzungsbedingt kein Spiel absolviert | Verletzungsbedingt kein Spiel absolviert | Verletzungsbedingt kein Spiel absolviert | Verletzungsbedingt kein Spiel absolviert |
| 2017                               | SF     | 14                                       | 5                                        | 54                                       | 42                                       | 12                                       | 1,0                                      | 5                                        | 1                                        | 27                                       | 27                                       | 0                                        | 2                                        | 1                                        | 0                                        |                                          |                                          |                                          |
| 2018                               | SF     | 14                                       | 11                                       | 45                                       | 40                                       | 5                                        | 0,0                                      | 2                                        | 0                                        | 0                                        | 0                                        | 0                                        | 0                                        | 0                                        | 0                                        |                                          |                                          |                                          |
| 2019                               | SF     | 15                                       | 8                                        | 51                                       | 35                                       | 16                                       | 1,0                                      | 2                                        | 2                                        | 53                                       | 49                                       | 0                                        | 4                                        | 0                                        | 0                                        |                                          |                                          |                                          |
| 2020                               | SF     | 8                                        | 4                                        | 22                                       | 17                                       | 5                                        | 2,0                                      | 4                                        | 0                                        | 0                                        | 0                                        | 0                                        | 1                                        | 0                                        | 0                                        |                                          |                                          |                                          |
| 2021                               | SF     | 14                                       | 8                                        | 52                                       | 40                                       | 12                                       | 1,0                                      | 4                                        | 1                                        | 4                                        | 4                                        | 0                                        | 1                                        | 0                                        | 0                                        |                                          |                                          |                                          |
| 2022                               | DEN    | 14                                       | 8                                        | 44                                       | 30                                       | 14                                       | 1,0                                      | 7                                        | 1                                        | 0                                        | 0                                        | 0                                        | 0                                        | 0                                        | 0                                        |                                          |                                          |                                          |
| 2023                               | DEN    | Verletzungsbedingt kein Spiel absolviert | Verletzungsbedingt kein Spiel absolviert | Verletzungsbedingt kein Spiel absolviert | Verletzungsbedingt kein Spiel absolviert | Verletzungsbedingt kein Spiel absolviert | Verletzungsbedingt kein Spiel absolviert | Verletzungsbedingt kein Spiel absolviert | Verletzungsbedingt kein Spiel absolviert | Verletzungsbedingt kein Spiel absolviert | Verletzungsbedingt kein Spiel absolviert | Verletzungsbedingt kein Spiel absolviert | Verletzungsbedingt kein Spiel absolviert | Verletzungsbedingt kein Spiel absolviert | Verletzungsbedingt kein Spiel absolviert | Verletzungsbedingt kein Spiel absolviert | Verletzungsbedingt kein Spiel absolviert | Verletzungsbedingt kein Spiel absolviert |
| Gesamt                             | Gesamt | 105                                      | 54                                       | 345                                      | 264                                      | 81                                       | 8,0                                      | 34                                       | 5                                        | 84                                       | 49                                       | 0                                        | 11                                       | 3                                        | 0                                        |                                          |                                          |                                          |
| Quelle: pro-football-reference.com |        |                                          |                                          |                                          |                                          |                                          |                                          |                                          |                                          |                                          |                                          |                                          |                                          |                                          |                                          |                                          |                                          |                                          |